# Хинц, Роопе
Роопе Хинц (фин. Roope Hintz; род. 17 ноября 1996, Тампере, Пирканмаа, Финляндия) — финский профессиональный хоккеист, нападающий клуба НХЛ «Даллас Старз».

## Карьера

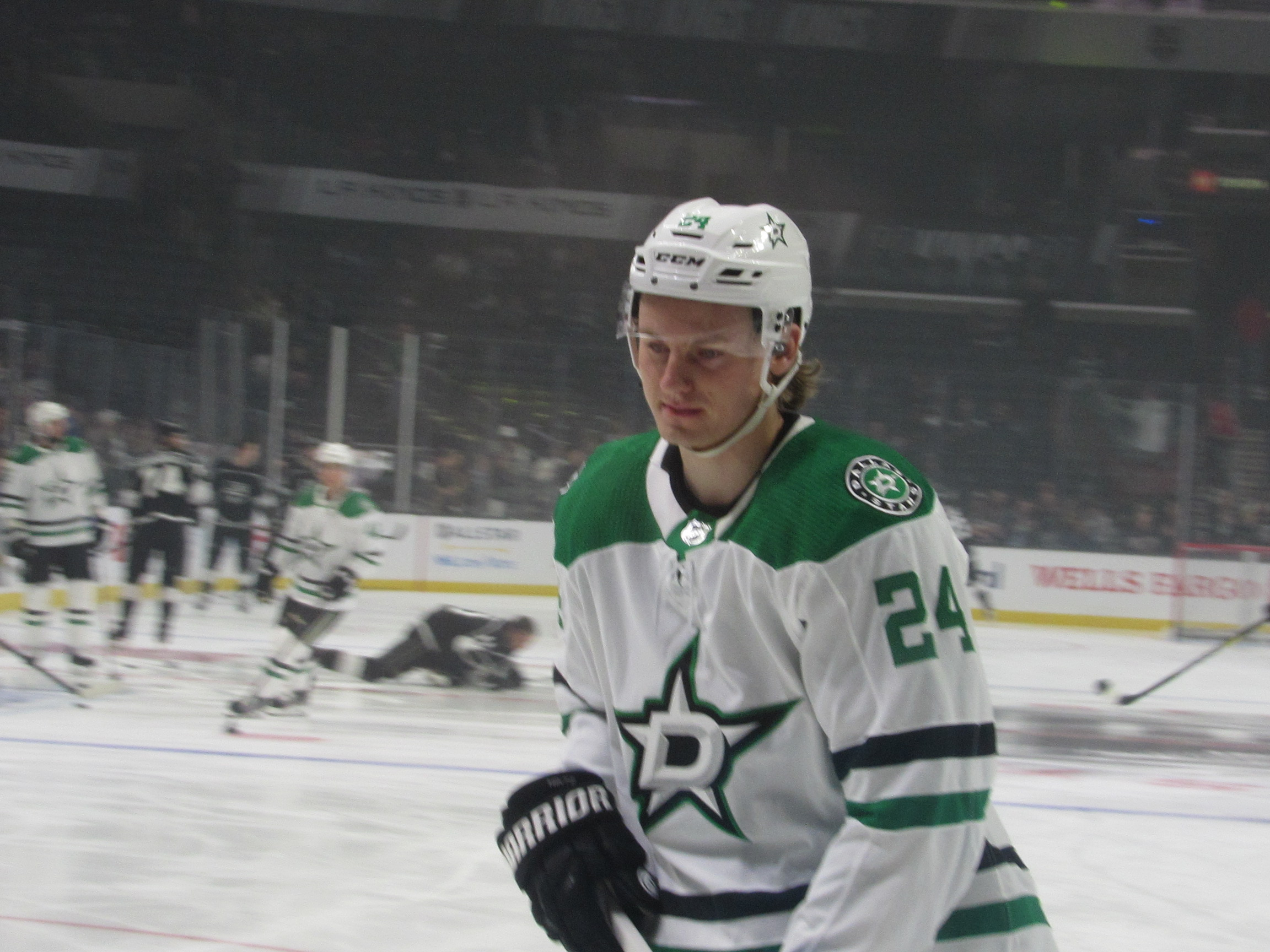
2020 год

Хинц дебютировал на профессиональном уровне в сезоне 2013/14 в финской лиге в клубе «Ильвес». После двух сезонов проведённых в «Ильвесе», 23 апреля 2015 года он перешёл в ХИФК, подписав с ними контракт на 2 года.
В финальном рейтинге проспектов Центрального скаутского бюро НХЛ Хинц занял 14-е место среди игроков, выступающих в Европе и на драфте 2015 года был выбран во 2-м раунде под общим 49-м номером клубом «Даллас Старз».
4 мая 2017 года Роопе подписал с «Далласом» трёхлетний контракт новичка. В том же году он решил переехать за океан, где начал выступать за фарм-клуб «Далласа», команду АХЛ «Техас Старз».
Хинц начал привлекаться в состав «Даллас Старз» в сезоне 2018/19. Он дебютировал в НХЛ 4 октября 2018 года в матче против «Аризона Койотис». 18 ноября 2018 года он забил свой первый гол в карьере НХЛ в ворота «Нью-Йорк Айлендерс». 17 апреля 2019 года Хинц забил свой первый гол в карьере плей-офф НХЛ в матче против «Нэшвилл Предаторз».
4 декабря 2022 года сделал хет-трик в ворота «Миннесоты» (5:6 Б), в этой игре также отдал голевую передачу. 2 марта 2023 года сделал хет-трик в ворота «Чикаго» (5:2), третью шайбу забросил в пустые ворота. Всего в сезоне 2022/23 набрал 75 очков (37+38) в 73 матчах.
19 апреля 2023 года сделал хет-трик в матче плей-офф против «Миннесоты» (7:3), забросив по шайбе в каждом из периодов. Также сделал одну передачу (Хинц впервые в карьере набрал 4 очка в одном матче плей-офф). Это был 4-й хет-трик Хинца в НХЛ и первый в матчах плей-офф. 23 апреля сделал три голевые передачи в 4-м матче серии против «Миннесоты» (3:2). В пятом матче серии вновь сделал три голевые передачи, «Даллас» победил 4:0.

## Статистика
| Легенда | Легенда                    | Легенда | Легенда                   | Легенда | Легенда    |
| ------- | -------------------------- | ------- | ------------------------- | ------- | ---------- |
| И       | Количество проведённых игр | Штр     | Штрафное время            | +/−     | Плюс-минус |
| Г       | Голы                       | П       | Голевые передачи          | О       | Очки       |
| -       | Статистика неизвестна      | —       | Статистика не учитывалась |         |            |